# Samla Mammas Manna

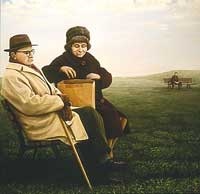
De albumhoes van Måltid uit 1973

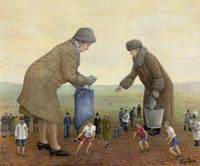
De albumhoes van Dear Mamma uit 2002

Samla Mammas Manna was een Zweedse progressieve-rockband. Ze werden vaak gekarakteriseerd door hun virtuoze muzikale kunde, verwijzingen naar het circus en gekke humor, in enig opzicht gelijkend op de stijl waarop Frank Zappa zijn liederen schreef. Het populairste album van de groep was Måltid uit 1973. Op het eind van de jaren 70 maakte de groep deel uit van de Rock In Opposition-beweging.
De band onderging in de loop van de jaren verscheidene veranderingen in zijn opstelling, en ook enkele naamsveranderingen, waarbij ze telkens hun muziek vernieuwden. In 1999 kwam de band terug onder hun oorspronkelijke naam om één album uit te brengen, namelijk Kaka.

## Discografie
als Samla Mammas Manna
- Samla Mammas Manna (1971)
- Måltid (1973)
- Klossa Knapitatet (1974)
- Snorungarnas symfoni (1976)
- Kaka (1999)
- Dear Mamma (2002)

als Zamla Mammas Manna
- För äldre nybegynnare/Schlagerns mystik (1978)
- Familjesprickor (1980)

als von Zamla
- Zamlaranamma (1982)
- No Make Up! (1984)
- ... 1983 (live) (1999)